# Epirrhoe xenos
Epirrhoe xenos là một loài bướm đêm trong họ Geometridae.